# Melvina
Melvina è un villaggio degli Stati Uniti d'America, situato in Wisconsin, nella contea di Monroe.
La sua popolazione, secondo il censimento del 2020, era di 93 abitanti.